# Leipzig Heiterblick järnvägsstation

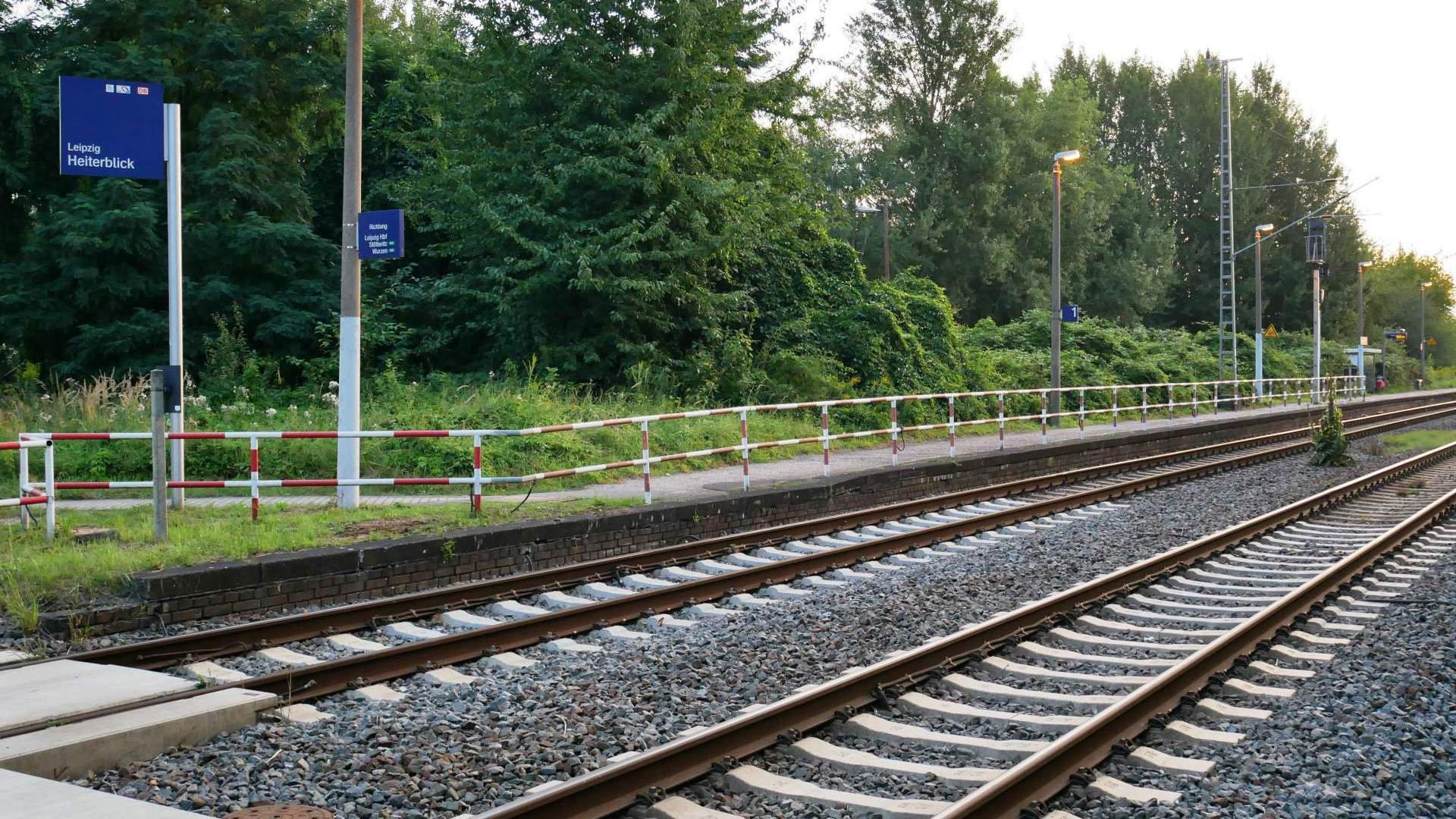
Leipzig Heiterblick järnvägsstation

Leipzig Heiterblick är en järnvägsstation i Leipzig, Tyskland. Stationen är del av S-Bahn Mitteldeutschland och trafikeras av linje S4.